# 海難冰磧
76°51′S 161°47′E / 76.850°S 161.783°E
海難冰磧（Shipwreck Moraine），是南極洲的冰磧，位於維多利亞地的斯科特海岸，屬於阿爾伯特親王山脈的一部分，處於黑布丁峰和布勒格山之間，現時由南極條約體系管理。